# 蛯名健一
蛯名健一（えびな けんいち、別名えびけん，1974年5月25日—），日本出身，是一名演出家、舞蹈家。英文名為EBIKEN。

## 生平
1994年，蛯名健一前往美國留學 - 橋港大學(布里奇波特大学)。
2006年至2007年、蛯名健一多次於『Apollo Amateur Night 』獲勝。
2013年、蛯名健一獲得『美國達人』第八季冠軍。

## 外部資料
- 英語版公式サイト（页面存档备份，存于）
- 日本語版公式サイト（页面存档备份，存于）
- Ebina's YouTube channel （页面存档备份，存于）
- TED Talks: Kenichi Ebina's magic moves （页面存档备份，存于） at TED in 2007